# (10528) 1990 VX3
(10528) 1990 VX3 est un astéroïde de la ceinture principale d'astéroïdes découvert en 1990.

## Description
(10528) 1990 VX3 a été découvert le 12 novembre 1990 à Kushiro (Japon) par Seiji Ueda et Hiroshi Kaneda.

### Caractéristiques orbitales
L'orbite de cet astéroïde est caractérisée par un demi-grand axe de 2,33 ua, un périhélie de 1,92 ua, une excentricité de 0,18 et une inclinaison de 3,18° par rapport à l'écliptique. Du fait de ces caractéristiques, à savoir un demi-grand axe compris entre 2 et 3,2 ua et un périhélie supérieur à 1,666 ua, il est classé, selon la JPL Small-Body Database, comme objet de la ceinture principale d'astéroïdes.

### Caractéristiques physiques
(10528) 1990 VX3 a une magnitude absolue (H) de 14,0 et un albédo estimé à 0,050.